# Вулф фон Алефелдт
Вулф фон Алефелдт (на немски: Wulf von Ahlefeldt; * ок. 1528; † 11 ноември 1572 в Хамбург) е благородник от род фон Алефелдт, наследствен господар на Хазелау и на имението Каден в Шлезвиг-Холщайн.
Той е третият син на кралския съветник Фридрих фон Алефелдт (1492 – 1541/1543) и съпругата му Катарина фон Погвиш, дъщеря на Бенедикт (Бендикс) фон Погвиш († 1500 в битката при Хемингщет).
Внук е на рицар Ханс фон Алефелдт († 17 февруари 1500 в битката при Хемингщет) и Аделхайт фон Бьолов. По-големите му братя са Бенедикт (Бендикс) фон Алефелдт († 1586) и Ханс фон Алефелдт († 1564).
След смъртта на родителите му Вулф наследява през 1551 г. Хазелау и имението Каден.
Вулф фон Алефелдт пада от кон и умира 1572 г. в Хамбург и е погребан в църквата „Св. Три крале“ в Хазелау.
Вдовицата му построява от наследството му през 1572 и 1573 г. в Хазелау църквата, пасторат и църковно жилище.

## Фамилия
Вулф фон Алефелдт се жени за Емеренция фон Рантцау, дъщеря на Шак фон Рантцау-Панкер и Барбара фон Бюлк. Те имат пет деца.
Вулф фон Алефелдт се жени втори път през 1565 г. за Оелгард фон Бухвалдт (* 1547; † ноември 1618, Каден), дъщеря на Яспер фон Бухвалд († 1587) и Анна фон Рантцау-Клеткамп († 1595), дъщеря на Кай Хенриксен Рантцау († сл. 1560) и Ида Бломе-Зеедорф († сл. 1563). Те имат пет деца, между тях:
- Аделхайд фон Алефелдт (* ок. 1566; † 30 септември 1629), омъжена на 17 септември 1587 г. за Йоахим фон Бухвалдт (* 27 декември 1553; † 2 август 1635 в Пронсторф, Холщайн), син на Детлев фон Бухвалдт († ок. 1596) и Анна фон Ревентлов († 1632).
- Марквард фон Алефелдт (* 9 януари 1571; † 18 юли 1608 в Уетерз), убиец на братовчед си Детлев фон Алефелдт († 9 март 1599 в Браак).